# Мейрманов, Мукат Мейрманович
Мукат Мейрманович Мейрманов (1906, Акмолинск — 1999) — советский профсоюзный деятель. Почётный гражданин Астаны.

## Биография
Мукат Мейрманов родился в 1906 году в городе Акмолинск (сейчас Астана в Казахстане).
В июне-ноябре 1925 года обучался на четырёхмесячных курсах секретарей аулсоветов в Петропавловске. В декабре 1930 года окончил рабфак в Оренбурге. С сентября 1931 по июнь 1932 года учился в Московском институте цветных металлов, окончил только первый курс.
С ноября 1925 по август 1927 года работал делопроизводителем Тас-Уткульского волостного исполкома Атбасарского уезда. В январе-августе 1931 года был старшим статистиком Илийского райхлебживсоюза.
В марте 1932 года вступил в ВКП(б).
В июне-октябре 1932 года работал инструктором Карагандинского облисполкома.
В ноябре 1932 — августе 1934 года был рядовым 26-го кавалерийского полка в Житомире. В марте 1934 года отказался стать парторгом эскадрона и получил строгий выговор от парткома дивизии.
С сентября 1934 по май 1935 года был редактором газет политотдела «Совхоз екпиндиен» и «Ударник совхоза» в Челкарском мясомолочном совхозе Акмолинского района. В июле 1936 — феврале 1938 года заведовал Акмолинским районо, после чего был назначен начальником политпросветуправления Наркомата просвещения Казахской ССР.
С августа 1942 года участвовал в Великой Отечественной войне. Служил в 277-м отдельном инженерно-сапёрном батальоне. Демобилизовался в звании старшего сержанта. Награждён орденом Отечественной войны I степени (6 апреля 1985), медалью «За боевые заслуги» (28 мая 1945).
После войны находился на профсоюзной работе в Казахской ССР.
18 сентября 1996 года решением Акмолинского городского маслихата за активную работу по пропаганде истории Акмолы и общественную деятельность удостоен звания почётного гражданина Акмолы.
Умер в 1999 году.